# Intégrale de Volkenborn
 (avril 2022).
La forme ressemble trop à un extrait de cours et nécessite une réécriture afin de correspondre aux standards de Wikipédia.
En mathématiques, dans le domaine de l'analyse p-adique, l’intégrale de Volkenborn est une méthode d'intégration des fonctions p-adiques.

## Définition
Soit {\displaystyle f:\mathbb {Z} _{p}\to \mathbb {C} _{p}} une fonction définie sur les entiers p-adiques à valeurs p-adiques. L'intégrale de Volkenborn est définie par la limite, si elle existe :
{\displaystyle \int _{\mathbb {Z} _{p}}f(x)\,{\rm {d}}x=\lim _{n\to \infty }{\frac {1}{p^{n}}}\sum _{x=0}^{p^{n}-1}f(x).}
Plus généralement, si
{\displaystyle R_{n}=\left\{\left.x=\sum _{i=r}^{n-1}b_{i}x^{i}\right|b_{i}=0,\ldots ,p-1{\text{ for }}r<n\right\}}
alors 
{\displaystyle \int _{K}f(x)\,{\rm {d}}x=\lim _{n\to \infty }{\frac {1}{p^{n}}}\sum _{x\in R_{n}\cap K}f(x).}
Cette intégrale tient son nom d'Arnt Volkenborn qui l'a définie dans sa thèse.

## Exemples
Les quatre exemples ci-dessous se vérifient via la formule de Faulhaber :
{\displaystyle \int _{\mathbb {Z} _{p}}1\,{\rm {d}}x=1}
{\displaystyle \int _{\mathbb {Z} _{p}}x\,{\rm {d}}x=-{\frac {1}{2}}}
{\displaystyle \int _{\mathbb {Z} _{p}}x^{2}\,{\rm {d}}x={\frac {1}{6}}}
{\displaystyle \int _{\mathbb {Z} _{p}}x^{k}\,{\rm {d}}x=B_{k}}
où {\displaystyle B_{k}} est le {\displaystyle k}e nombre de Bernoulli.
{\displaystyle \int _{\mathbb {Z} _{p}}{x \choose k}\,{\rm {d}}x={\frac {(-1)^{k}}{k+1}}}
{\displaystyle \int _{\mathbb {Z} _{p}}(1+a)^{x}\,{\rm {d}}x={\frac {\log(1+a)}{a}}}
{\displaystyle \int _{\mathbb {Z} _{p}}e^{ax}\,{\rm {d}}x={\frac {a}{e^{a}-1}}}
Les deux derniers exemples s'obtiennent par développement en série de Taylor puis par intégration terme à terme.
{\displaystyle \int _{\mathbb {Z} _{p}}\log _{p}(x+u)\,{\rm {d}}u=\psi _{p}(x)}
où {\displaystyle \log _{p}} est le logarithme d'Iwasawa et {\displaystyle \psi _{p}} la fonction digamma p-adique.

## Propriétés
{\displaystyle \int _{\mathbb {Z} _{p}}f(x+m)\,{\rm {d}}x=\int _{\mathbb {Z} _{p}}f(x)\,{\rm {d}}x+\sum _{x=0}^{m-1}f'(x)}
Il en résulte que l'intégrale de Volkenborn n'est pas invariante par translation.
En notant {\displaystyle P^{t}=p^{t}\mathbb {Z} _{p}}, on a : 
{\displaystyle \int _{P^{t}}f(x)\,{\rm {d}}x={\frac {1}{p^{t}}}\int _{\mathbb {Z} _{p}}f(p^{t}x)\,{\rm {d}}x}

## Sources
- Arnt Volkenborn: Ein p-adisches Integral und seine Anwendungen I. In: Manuscripta Mathematica. Bd. 7, Nr. 4, 1972,
- Arnt Volkenborn: Ein p-adisches Integral und seine Anwendungen II. In: Manuscripta Mathematica. Bd. 12, Nr. 1, 1974,
- Henri Cohen, "Number Theory", Volume II, page 276